# Езици в България
Официален език в България е българският, който на 1 януари 2007 година се нарежда сред 23-те официални езика на Европейския съюз, става първи от тях на кирилица.

## Майчини езици
Според преброяването на населението от 2011 г. за свой роден език определят: български – 85,2 % от жителите на страната, турски – 9,1 %, ромски – 4,2 %, руски – 0,23 %, арменски – 0,08 %, румънски – 0,08 %, гръцки – 0,05 %, влашки – 0,03 %, украински – 0,03 %, татарски – 0,02 %, арабски – 0,02 %, иврит – 0,002 %, и др.
| Етническа група | Дял (в %) от населението | Роден език | Роден език | Роден език | Роден език | Роден език | Роден език |
| Етническа група | Дял (в %) от населението | български  | турски     | роми       | румънски   | руски      | украински  |
| българи         | 85,2                     | 99,4       | 0,3        | 0,1        | 0,01       | 0,07       | 0,005      |
| турци           | 9,1                      | 3,2        | 96,6       | —          | —          | 0,002      | —          |
| роми (цигани)   | 4.2                      | 7,5        | 6,7        | 85,0       | 0,6        | 0,005      | —          |
| руснаци         | 0,23                     | 1,9        | 0,08       | —          | —          | 96,8       | 0,2        |
| украинци        | 0,03                     | 1,9        | —          | —          | —          | 24,3       | 72,5       |

## Чужди езици
Според допитване на „Евробарометър“ през юни 2012 година чужди езици владее около 48 % от населението.